# Leesburg (Virginie)
Leesburg je město ležící v okrese Loudoun na severozápadním okraji Washingtonské metropolitní oblasti. Nedaleko odtud směrem na jihozápad je národní park Shenandoah, poblíž teče řeka Potomac. Založeno bylo roku 1730, v roce 1758 se Leesburg stal okresním sídlem a roku 1823 bylo povýšeno na město. V roce 2010 zde žilo 42 616 obyvatel; signifikantní nárůst od roku 2000. Ve městě také sídlí Centrum řízení letového provozu pro Washington.

## Dějiny

### Rané dějiny
Po roce 1722, kdy kmeny Irokézů opustili území na východ od Blue Ridge Mountains začali kolonisté osídlovat budoucí okres Loudoun. O osm let později obdržel Francis Awbrey 4054 akrů země na místě dnešního Leesburgu, načež na jeho pozemcích vznikla osada. Roku 1757 byl Leesburg (tehdy pod názvem George’s Town) vybrán jako sídlo soudu a rok poté byl oficiálně založen už jako Leesburg na počest Thomase Lee. Leesburg byl v té době obchodní křižovatkou, kterou používali farmáři z údolí Shenandoah na cestě do Alexandrie a Georgetownu. Význam křižovatky vzrostl vybudováním cesty, dnes známe jako Virginia Highway 7 v roce 1820. Americká revoluce byla ve městě přijata kladně; milice Loudounského okresu byla největší v celé Virginii.
Během anglo-americké války v letech 1812–1815 zde umístěn národní archiv obsahující Deklaraci nezávislosti, Ústavu Spojených států amerických a jiné významné dokumenty.
Leesburg byl zákonem povýšen na město 14. srpna 1813.

### Období občanské války
Už od prvních let existence žili v Leesburgu i otroci, ti ovšem na rozdíl od ostatních otroků v okolí pracovali v obchodech, domovech pánů a jako řemeslníci, místo na poli. Ovšem kromě otrokářů zde žili i abolicionisté sdružení pod místní pobočku Americké kolonizační společnosti, jež usilovala o poslání osvobozených otroků do Libérie.
Na začátku občanské války měl Leesburg 1700 obyvatel a vzhledem ke své poloze blízko hranic Konfederace a Unie se ocitl uprostřed válečného dění. Jelikož byl Leesburg součástí Konfederace, mnoho místních mužů se přidalo k armádě nově vzniklého státu s výjimkou místních kvakerů, kteří utvořili spolu s ostatními svého smýšlení v okrese jedinou unionistickou jednotku. Dne 16. října 1861 byla pod velením konfederačního plukovníka e provedena evakuace města z důvodu blízké přítomnosti unionistických jednotek, které se pohybovali v prostoru za nedalekou řekou Potomac. Evakuace byla pozorována Unií a generál George McClellan ihned zareagoval vysláním průzkumného oddílu a ostřelováním předpokládané pozice rebelů. Protože nebyla zaznamenána žádná aktivita, generál Charles Pomeroy Stone vyslal 15. Massachusettskou infanterii obsadit nepřátelské pozice. Ta zaútočila na místo, kde se měl nacházet nestrážený tábor, avšak našla jen stromy. Po této blamáži si plukovník Charles Devens vyžádal nové rozkazy; následně byl poslán i s jeho muži na průzkumnou misi směrem k Leesburgu. Na cestě se konečně střetli s nepřítelem a i navzdory posilám byli přinuceni dát se na ústup. V barvách Unie tehdy zemřelo 223 vojáků, 226 bylo zraněno a 553 zajato. Konfederace ztratila 155 mužů, z toho 36 mrtvých, 117 zraněných a 2 zajatí. Tato bitva, později známá jako Bitva o Ball’s Bluff byla největším konfliktem vybojovaným na území okresu Loudoun po celou dobu války.
8. března 1862 bylo město dobyto Unií – během války město změnilo majitele celkem 150×.
Po válce se Leesburg rychle zotavoval z válečných útrap díky blízkosti u D.C. a jeho růst se ještě zrychlil po druhé světové válce, kdy byl kvůli silně rostoucí populaci začleněn do Washingtonské metropolitní oblasti.

## Geografie
Rozloha města je 30 km a v roce 2010 byla hustota obyvatel 1421/km. Nadmořská výška je 110–12 m n. m., přičemž západní část se znatelně zvyšuje. Je to z důvodu polohy na okraji horského systému Blue Ridge, v těchto místech konkrétně pohoří Catoctin.

## Demografie
Odhad k roku 2010 nám sděluje, že v městě žilo 42 616 obyvatel v 14 441 domácnostech. Medián příjmu na domácnost byl 91 367 dolarů. 72,8 % rezidentů byli běloši, 12 % černoši, 6,7 % Asiaté, 5,2 % ostatní rasy, 3,3 % dvě a více ras. Hispánci bez ohledu na rasu tvořili 12 % obyvatelstva. Město má i relativně mladou populaci: 31,3 % lidí mělo 19 let a méně, 63 % ve věku 20–64 a 65 let a víc bylo 5,6 %. Průměrný věk činil 33,3 let. Posledních 50 let město zažívá impozantní nárůst rezidentů, v roce 1950 zde žilo 1700 obyvatel, tedy stejně jako na začátku občanské války.